# Cantonul Sarcelles-Nord-Est
Cantonul Sarcelles-Nord-Est este un canton din arondismentul Sarcelles, departamentul Val-d'Oise, regiunea Île-de-France, Franța.

## Comune
- Sarcelles (parțial)